# Sauber C13
El Sauber C13 fue un coche de Fórmula 1 diseñado por André de Cortanze y Leo Ress para uso del equipo Sauber en la temporada 1994 de Fórmula 1.

## Descripción general

### Motor
El coche estaba propulsado por un motor Ilmor V10 de 3,5 litros con la insignia de Mercedes-Benz. El desarrollo de este coche marcó el regreso de Mercedes-Benz a la Fórmula 1, proporcionando su primer motor para un coche de F1 desde 1955.

### Pilotos
Los pilotos del equipo durante toda la temporada fueron Karl Wendlinger, Andrea de Cesaris, JJ Lehto y Heinz-Harald Frentzen. Sólo Frentzen condujo durante toda la temporada.

## Historia
A partir del Gran Premio de España, el coche corrió con los lados del habitáculo más altos después de que Wendlinger sufriera heridas graves en un accidente lateral durante la clasificación del Gran Premio de Mónaco que le dejó en coma. Posteriormente, los lados más altos de la cabina se hicieron obligatorios para todos los coches en la temporada 1996, y todavía estuvieron en uso hasta 2017, cuando se integraron con el sistema "halo".
El C13 fue reemplazado para la temporada 1995 por el Sauber C14.

## Patrocinio y livery
Broker fue el patrocinador principal del equipo hasta el Gran Premio de Francia, cuando Tissot los reemplazó en el coche. En el Gran Premio de Alemania, se agregaron los puntos y una imagen del reloj de pulsera para el resto de la temporada.
En el Gran Premio de Canadá, los pontones del coche de De Cesaris incluyeron "Forza Andrea", "200 Gran Premi" e "In bocca al lupo!", marcando su carrera número 200.

## Resultados
(Clave) (negrita indica pole position) (cursiva indica vuelta rápida)

| Año     | Motor                | Neu. | N.º | Pilotos               | 1   | 2   | 3   | 4   | 5   | 6   | 7   | 8   | 9   | 10  | 11  | 12  | 13  | 14  | 15  | 16  | Puntos | Pos. |
| ------- | -------------------- | ---- | --- | --------------------- | --- | --- | --- | --- | --- | --- | --- | --- | --- | --- | --- | --- | --- | --- | --- | --- | ------ | ---- |
| 1994    | Mercedes (Ilmor) V10 | G    |     |                       | BRA | PAC | SMR | MON | ESP | CAN | FRA | GBR | GER | HUN | BEL | ITA | POR | EUR | JPN | AUS | 12     | 8.º  |
| 1994    | Mercedes (Ilmor) V10 | G    | 29  | Karl Wendlinger       | 6   | Ret | 4   | DNS |     |     |     |     |     |     |     |     |     |     |     |     | 12     | 8.º  |
| 1994    | Mercedes (Ilmor) V10 | G    | 29  | Andrea de Cesaris     |     |     |     |     |     | Ret | 6   | Ret | Ret | Ret | Ret | Ret | Ret | Ret |     |     | 12     | 8.º  |
| 1994    | Mercedes (Ilmor) V10 | G    | 29  | JJ Lehto              |     |     |     |     |     |     |     |     |     |     |     |     |     |     | Ret | 10  | 12     | 8.º  |
| 1994    | Mercedes (Ilmor) V10 | G    | 30  | Heinz-Harald Frentzen | Ret | 5   | 7   | WD  | Ret | Ret | 4   | 7   | Ret | Ret | Ret | Ret | Ret | 6   | 6   | 7   | 12     | 8.º  |
| Fuente: |                      |      |     |                       |     |     |     |     |     |     |     |     |     |     |     |     |     |     |     |     |        |      |